# Piper sublignosum
Piper sublignosum är en pepparväxtart som beskrevs av Truman George Yuncker. Piper sublignosum ingår i släktet Piper och familjen pepparväxter. Inga underarter finns listade i Catalogue of Life.